# Departamento de Protocolo de Presidencia del Gobierno
El Departamento de Protocolo de España es el órgano directivo de la Presidencia del Gobierno, adscrito a la Secretaría General de la Presidencia del Gobierno, responsable de la organización de los actos, viajes y otras actividades del presidente del Gobierno y del ministro de la Presidencia. Trabaja en constante cooperación con la Subsecretaría del Ministerio de la Presidencia.

## Historia
El Departamento de Protocolo se crea por Real Decreto 838/1996, de 10 de mayo, a partir de la refundición de la Jefatura de Protocolo del Estado y la Jefatura de Protocolo de la Presidencia del Gobierno en un solo órgano. A partir de entonces, los ámbitos de actuación de las extintas jefaturas han supuesto un órgano diferente cada una, pero subordinados al jefe del Departamento.
Por último, tras estos cambios orgánicos, el jefe del Protocolo del Estado dejó de ser Ministro-Secretario de la Real y Distinguida Orden de Carlos III, pasando a serlo en su lugar el secretario general de la Presidencia, y el director del Departamento de Protocolo se convirtió en el Ministro-Maestro de Ceremonias de la Orden.

## Funciones
Al Departamento de Protocolo le corresponden las siguientes funciones:
- La coordinación y dirección del protocolo de los viajes, visitas, actos públicos oficiales y otras actividades oficiales del presidente del Gobierno y del ministro de la Presidencia, así como la colaboración en materia de protocolo con el Ministerio de la Presidencia, Justicia y Relaciones con las Cortes, en coordinación con la Subsecretaría.
- La organización de actos y reuniones internacionales de carácter bilateral o multilateral que tengan lugar en territorio español en las que participe el presidente del Gobierno.
- La interpretación, ejecución y aplicación de las normas sobre régimen de protocolo y ceremonial del Estado, ejerciendo la jefatura de protocolo del Estado. Asimismo, ejercerá la coordinación y dirección, en su caso, del protocolo de los actos de carácter general realizados en España en los que concurran autoridades de distinto orden, nacionales, autonómicas y locales.

## Estructura
Del Departamento de Protocolo dependen:
- Unidad de Protocolo de la Presidencia del Gobierno.
- Unidad de Protocolo y Ceremonial del Estado.

Además, todos los órganos y servicios de protocolo del Estado colaboran con este Departamento.